# Marian Costea
Marian Costea (Bucarest, Rumania; 13 de junio de 1952 – 10 de abril de 2024) fue un jugador de hockey sobre hielo rumano que jugó en la posición de ala derecha.

## Carrera

### Club
Jugó toda su carrera con el Dinamo Bucarest de 1971 a 1981, con el que fue campeón nacional en seis ocasiones.

### Selección nacional
Representó a Rumania en dos ediciones de los Juegos Olímpicos de Invierno, siendo eliminado en Innsbruck 1976 por Polonia y en Lake Placid 1980 en la fase de grupos.

## Logros
- Liga rumana de hockey sobre hielo (6): 1971, 1972, 1973, 1976, 1979, 1981